# Neocirrhites armatus
Cá diều hâu lửa (Danh pháp khoa học: Neocirrhites armatus) là một loài cá trong họ Cirrhitidae. Đây là một loài cá được ưa chuộng nuôi làm cảnh do ngoại hình rực lửa của chúng

## Đặc điểm
Cá diều hâu lửa là một loài cá cảnh biển có kích cỡ trung bình, chúng có thân màu đỏ tươi và có mảng màu tối dọc vây lưng và quanh mắt. Đây là loài cá hiền lành thích bơi và chơi đùa trong rặng san hô. Chúng là loài cá ăn tạp và có thể ăn hầu hết các loại thức ăn cho vào bể. Đây là một loài cá cho bể san hô nếu bể không nuôi các loài tôm nhỏ vì chúng là loài ăn tạp. Loài cá này cần có bể với thể tích ít nhất 100l nước và có nhiều đá sống để trú ẩn. 